# American Catholic Philosophical Association
A American Catholic Philosophical Association (ACPA) (Associação Filosófica Católica Americana) é uma organização de filósofos católicos criada em 1926 para promover o avanço da filosofia como uma disciplina intelectual em consonância com a tradição católica. Entre os meios utilizados para atingir esse objetivo, a organização se esforça para desenvolver o conhecimento filosófico, melhorar o ensino da filosofia e se comunicar com outros indivíduos e grupos com objetivos semelhantes.
A organização patrocina uma conferência anual e várias publicações acadêmicas, incluindo um periódico revisado por pares, American Catholic Philosophical Quarterly e os Proceedings of the American Catholic Philosophical Association. Os membros individuais e institucionais da ACPA recebem acesso online a todas as publicações da ACPA como benefício da associação.
As associações, inscrições em conferências e publicação contínua da revista e anais, tanto em formato impresso quanto eletrônico, são gerenciados para a ACPA pelo Philosophy Documentation Center.

## Publicações
- American Catholic Philosophical Quarterly, 1990–present
- The New Scholasticism, 1927–1989
- Philosophical Studies of the American Catholic Philosophical Association, 1938–1952
- Proceedings of the American Catholic Philosophical Association, 1927–present

## Presidentes
- 1926–1928 Edward A. Pace
- 1929 John F. McCormick
- 1930 James H. Ryan
- 1931 Gerald B. Phelan
- 1932 James A. McWilliams
- 1933 Charles C. Miltner
- 1934 Francis Augustine Walsh
- 1935 John O. Riedl
- 1936 John J. Toohey
- 1937 William T. Dillon
- 1938 Ignatius Smith
- 1939 William P. O'Connor
- 1940 Francis E. McMahon
- 1941 Fulton J. Sheen
- 1942 Joseph Schabert
- 1945 Leo R. Ward
- 1946 Anton Charles Pegis
- 1947 Joaquin Garcia
- 1948 Vernon J. Bourke
- 1950 Ernest Kilzer
- 1951 Gerard Smith
- 1952 Francis X. Meehan
- 1953 Elizabeth G. Salmon
- 1954 James Collins
- 1955 Charles J. O'Neil
- 1956 Vincent E. Smith
- 1957 George P. Klubertanz
- 1958 Allan Wolter
- 1959 Lawrence E. Lynch
- 1960 Robert Lechner
- 1961 William M. Walton
- 1962 Carl W. Grindel
- 1963 Donald Gallagher
- 1964 James A. Weisheipl
- 1965 John A. Oesterle
- 1966 Joseph Owens
- 1967 Ernan McMullin
- 1968 Robert J. Kreyche
- 1969 W. Norris Clarke
- 1970 William A. Wallace
- 1971 Louis Dupré
- 1972 Ralph McInerny
- 1973 Gerald Kreyche
- 1974 Thomas Langan
- 1975 Jude P. Dougherty
- 1976 Desmond J. FitzGerald
- 1977 Mary T. Clark
- 1978 Kenneth L. Schmitz
- 1979 Armand A. Maurer
- 1980 Henry B. Veatch
- 1981 Leo Sweeney
- 1982 John T. Noonan
- 1983 Marc Griesbach
- 1984 Germain Grisez
- 1985 Cornelius F. Delaney
- 1986 Francis J. Lescoe
- 1987 John F. Wippel
- 1988 John D. Caputo
- 1989 Joseph Boyle
- 1990 Gerald A. McCool
- 1991 Frederick J. Crosson
- 1992 Mary F. Rousseau
- 1993 Lawrence Dewan
- 1994 Thomas R. Flynn
- 1995 Robert E. Wood
- 1996 Thomas C. Anderson
- 1997 Linda Zagzebski
- 1998 Jorge J. E. Gracia
- 1999 Thomas A. Russman
- 2000 Eleonore Stump
- 2001 James F. Ross
- 2002 Patrick L. Bourgeois
- 2003 David B. Burrell
- 2004 Nicholas Rescher
- 2005 James L. Marsh
- 2006 Anthony J. Lisska
- 2007 Timothy B. Noone
- 2008 William Desmond
- 2009 Mary Beth Ingham
- 2010 Therese-Anne Druart
- 2011 Dominic Balestra
- 2012 Richard Taylor (Marquette University)
- 2013 John O'Callaghan
- 2014 Daniel Dahlstrom
- 2015 Jorge L. A. Garcia
- 2016 Kevin Flannery
- 2017 Thomas Hibbs
- 2018 Francis Beckwith
- 2019 Jean De Groot